# おもしぇがらきてけさin富谷
おもしぇがらきてけさin富谷（おもしぇがらきてけさいんとみや）は、宮城県富谷市で開催される夏祭り。
祭りの最後にはミニ花火大会が行われる。

## 概要
カラオケ大会、魚のつかみ取り、花火大会など、手作りの参加型イベントが主体。
出店が多数出る。
- ウォーキング大会[3]、
- 魚のつかみとり、
- 盆踊り、
- ビンゴ大会、
- 芸能大会、
- 花火大会

など

## 沿革
- 2014年（平成26年） - ニコニコ生放送が参加[4]。ニコニコ町会議in宮城県富谷町と同時開催となった。

## 開催日
- 8月中旬の土曜日

## 場所
〒981-3311　宮城県富谷市富谷字原下　しんまち公園駐車場

## 主催
- 富谷市商工会（くろかわ商工会富谷事務所）

## アクセス
- 東北自動車道/泉ICから車で15分
- 東北自動車道/大和ICから車で15分
- 仙台北部道路/富谷ICから車で5分

駐車場 無料300台